# Барановский, Александр Васильевич
Алекса́ндр Васи́льевич Барано́вский (род. 22 октября 1980) — российский легкоатлет, специалист по метанию копья. Выступал на профессиональном уровне в 1997—2008 годах, обладатель серебряной медали чемпионата Европы среди молодёжи, многократный победитель и призёр первенств национального значения, участник ряда крупных международных турниров. Представлял Калининградскую область. Мастер спорта России международного класса.

## Биография
Александр Барановский родился 22 октября 1980 года. Занимался лёгкой атлетикой в Калининграде под руководством тренеров Василия Николаевича Барановского и Елены Николаевны Барановской, проходил подготовку в калининградской Спортивной школе олимпийского резерва № 4 по лёгкой атлетике. Выступал за всероссийское физкультурно-спортивное общество «Динамо».
Впервые заявил о себе на международном уровне в сезоне 1997 года, когда вошёл в состав российской сборной и выступил на Европейских юношеских Олимпийских днях в Лиссабоне, где в зачёте метания копья стал бронзовым призёром.
В 1998 году выиграл серебряные медали на юниорских зимнем чемпионате России в Сочи и летнем чемпионате России в Туле.
В 1999 году завоевал бронзовую награду на Мемориале братьев Знаменских в Москве, одержал победу на чемпионате России среди молодёжи в Чебоксарах и на чемпионате России среди юниоров в Ростове. Выступил на юниорском европейском первенстве в Риге, став в своей дисциплине восьмым.
В 2000 году победил на зимнем молодёжном чемпионате России в Адлере, был пятым на Мемориале Знаменских в Санкт-Петербурге, получил серебро на летнем молодёжном чемпионате России в Чебоксарах.
В 2001 году среди прочего выиграл серебряные медали на зимнем чемпионате России по длинным метаниям в Адлере и на молодёжном всероссийском первенстве в Чебоксарах, взял бронзу на международном турнире в ирландском Сантри. Принимал участие в молодёжном европейском первенстве в Амстердаме — в финале метания копья показал результат 76,74 метра и завоевал серебряную награду, уступив только немцу Бьёрну Ланге.
В феврале 2002 года на Мемориале Лунёва в Адлере стал серебряным призёром и установил свой личный рекорд в метании копья — 80,59 метра. Помимо этого, выиграл бронзовую медаль на зимнем чемпионате России в Адлере, занял восьмое место на международном турнире в Пуле, стал серебряным призёром на Кубке России в Туле, показал 11-й результат на международном турнире DN Galan в Стокгольме.
На чемпионате России 2003 года в Туле был шестым.
В 2004 году стал пятым на зимнем чемпионате России в Адлере, четвёртым на всероссийских соревнованиях в Туле.
В 2005 году завоевал бронзовую награду на зимнем чемпионате России в Адлере, победил на всероссийских соревнованиях в Туле.
В 2006 году занял девятое место на зимнем чемпионате России в Адлере и седьмое место на летнем чемпионате России в Туле.
На зимнем чемпионате России 2007 года в Адлере показал девятый результат.
В 2008 году был четвёртым на зимнем чемпионате России в Адлере, вторым на Кубке Кавказа в Сочи, седьмым на открытом первенстве Москвы. По окончании сезона завершил спортивную карьеру.
За выдающиеся спортивные достижения удостоен почётного звания «Мастер спорта России международного класса».